# Witchkrieg
Witchkrieg – piąty album studyjny szwedzkiego zespołu muzycznego Witchery. Wydawnictwo ukazało się 21 czerwca 2010 roku nakładem wytwórni muzycznej Century Media Records. Nagrania zostały zarejestrowane w White Light Studios i Eleven Studios wraz z producentem muzycznym Tue Madsenem, znanym m.in. ze współpracy z zespołami Heaven Shall Burn i Hatesphere.

## Lista utworów
Opracowano na podstawie materiału źródłowego.
| Nr  | Tytuł utworu                                                   | Długość |
| --- | -------------------------------------------------------------- | ------- |
| 1.  | „Witchkrieg” (gościnnie: Kerry King)                           | 03:44   |
| 2.  | „Wearer of Wolf’s Skin”                                        | 02:27   |
| 3.  | „The God Who Fell from Earth”                                  | 04:39   |
| 4.  | „Conqueror's Return”                                           | 03:25   |
| 5.  | „The Reaver” (gościnnie: Hank Shermann, Gary Holt i Lee Altus) | 03:17   |
| 6.  | „From Dead to Worse” (gościnnie: Andy LaRocque)                | 03:34   |
| 7.  | „Devil Rides Out”                                              | 04:10   |
| 8.  | „One Foot in the Grave” (gościnnie: Jim Durkin)                | 02:58   |
| 9.  | „Hellhound”                                                    | 02:45   |
| 10. | „Witch Hunter”                                                 | 03:27   |
|     |                                                                | 34:26   |